# Kathleen Kanev
Kathleen Kanev (* 28. Juli 2000 in Gießen) ist eine deutsche Tennisspielerin.

## Karriere
Kanev spielt vorrangig auf der ITF Women’s World Tennis Tour, wo sie bislang je einen Titel im Einzel und Doppel gewann.

## Turniersiege

### Einzel
| Nr. | Datum            | Turnier  | Kategorie | Belag     | Finalgegnerin       | Ergebnis  |
| --- | ---------------- | -------- | --------- | --------- | ------------------- | --------- |
| 1.  | 31. Oktober 2021 | Monastir | ITF W15   | Hartplatz | Adithya Karunaratne | 6:2, 7:61 |

### Doppel
| Nr. | Datum           | Turnier    | Kategorie | Belag     | Partnerin    | Finalgegnerinnen                     | Ergebnis         |
| --- | --------------- | ---------- | --------- | --------- | ------------ | ------------------------------------ | ---------------- |
| 1.  | 31. August 2024 | Valladolid | ITF W15   | Hartplatz | Eliz Maloney | Celia Cerviño Ruiz Ana Filipa Santos | 6:2, 4:6, [10:4] |